# Explosão da West Fertilizer Company
A explosão da West Fertilizer Company foi um desastre industrial que teve lugar na cidade de West, estado do Texas, nos Estados Unidos, no dia 17 de abril de 2013 (segundo o horário local do Texas).

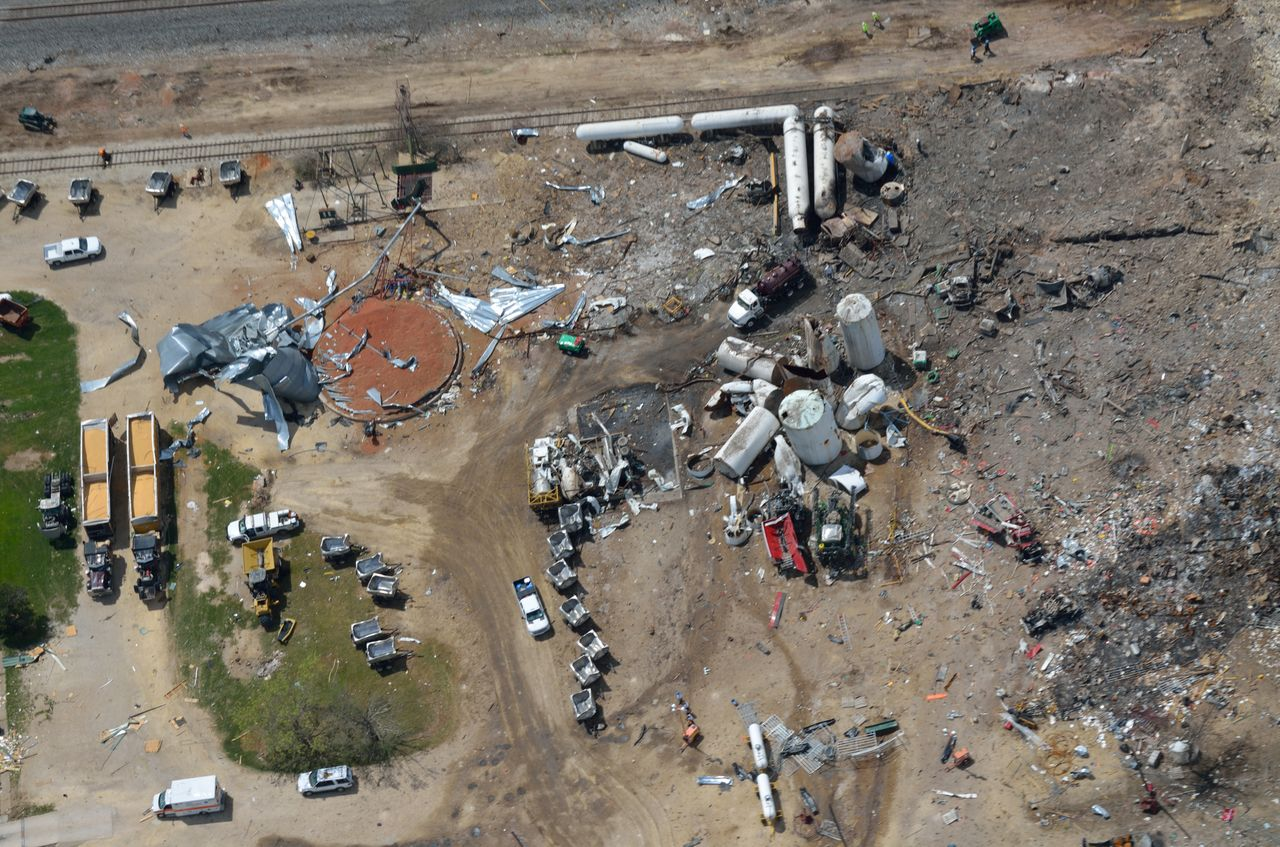
Vista área do local do acidente, passados uns dias.

## Acontecimento
No dia 17 de abril de 2013, uma explosão ocorreu aproximadamente às 19h50 (hora local), 00h50 hora UTC do dia 18 de abril na fábrica de fertilizantes  West na cidade de West, Texas, a 29 quilómetros a norte de Waco.  Esta explosão provocou pelo menos 15 mortos e mais de 160 feridos. Não se sabe ao certo quais as causas da explosão. Segundo a imprensa internacional, as primeiras hipóteses indicam que terá deflagrado um incêndio num dos edifícios da fábrica, e as chamas terão entrado em contacto com amoníaco, o que terá provocado uma grande explosão. Mas as autoridades estão a ser cautelosas. "Neste momento não sabemos [quais são as causas]", disse uma fonte citada pela BBC. Além da fábrica, os outros edifícios afetados são a escola West Middle School, situada próxima da fábrica e um edifício de apartamentos.

## História

Mapa de West no Texas

A West Fertilizer Company pertence na atualidade à Adair Grain, Inc. tem fornecido produtos químicos como fertilizantes aos agricultores desde a sua fundação em 1962 até à sua destruição em 2013. A fábrica foi inspecionada pela OSHA em 1985. Na época, de acordo com os registos da Associated Press, a OSHA verificou que a fábrica tinha um armazenamento impróprio de amoníaco e multou-a com 30 dólares; a OSHA poderia ter-lhe exigido uma multa superior a 1 000 dólares. Além disso a mesma agência citou a fábrica por violações de padrões de proteção respiratória, mas não impôs multas.
Depois de uma acusação em 2006 sobre o cheiro que vinha da fábrica, a Texas Commission on Environmental Quality investigou  e citou que a fábrica não tinha obtido autorização para os dois tanques de armazenamento de amoníaco. Uma autorização foi publicada uma vez que a fábrica estava de acordo com os regulamentos e recomendações da agência.
Na altura da explosão, a fábrica tinha a autorização para armazenar 24 493 quilos de amoníaco. Apesar disso, os funcionários da companhia arquivaram um relatório de um plano de emergência com a Agência de Proteção Ambiental dos Estados Unidos, a EPA, declarando que não havia risco de fogo ou de explosão na fábrica/usina . O mesmo relatório afirmava que a fábrica não tinha qualquer equipamento de segurança aos fogos, tal como alarmes e e sistemas aspersores.
De acordo com a EPA nos finais de 2012, a companhia armazenava 245 toneladas de nitrato de amônio e 50 toneladas de amoníaco na fábrica.

## Consequências não humanas
Além das consequências em vítimas humanas, a explosão provocou ainda um sismo, registado mesmo num sismógrafo.
.

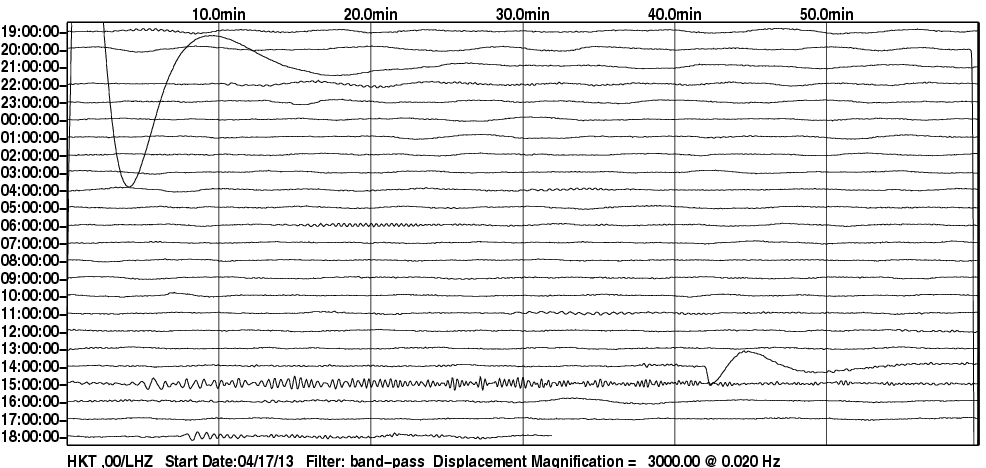
Sismógrafo de Hockley, a (228 km) a sudeste de West, mostrando o tremor de terra causado pela explosão

Pessoas que viviam em redor de West relatam que a explosão foi sentida como um terremoto/terramoto. O United States Geological Survey gravou a explosão como um tremor de 2.1 de magnitude. A explosão foi ouvida em lugares afastados como Ennis, a 64 quilómetros a NNE de  West, Hillsboro, Waxahachie, DeSoto e até em Arlington.